# Santa Elena (province)
Pour les articles homonymes, voir Santa Elena.
La province de Santa Elena (en espagnol : Provincia de Santa Elena) est une province de l'Équateur, créée en 2007 à partir de la province du Guayas. Elle fut créée en même temps que la province de Santo Domingo de los Tsáchilas. Sa capitale est la ville éponyme de Santa Elena.

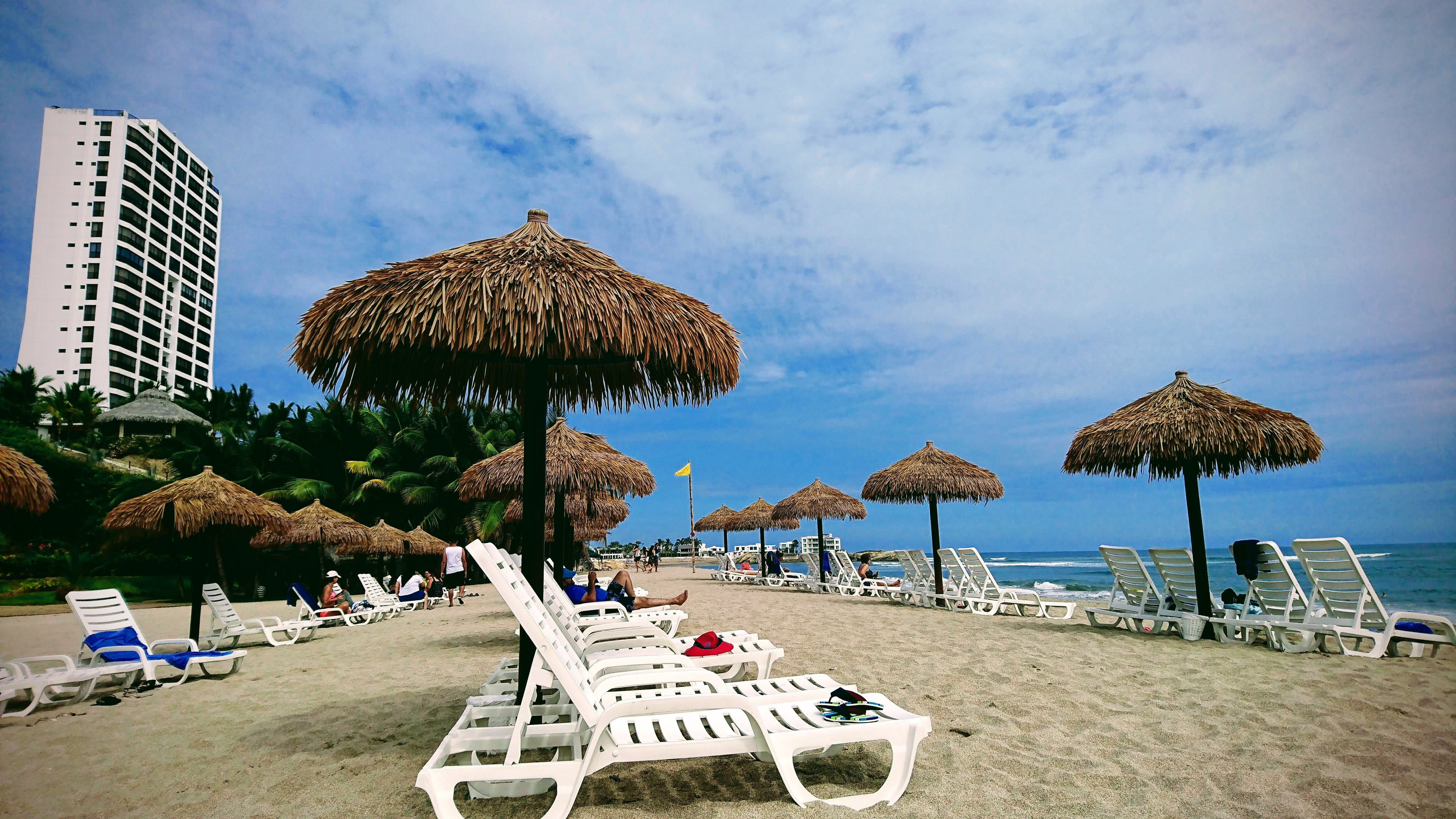
Plage Royal Decameron Punta Centinela Santa Elena

## Subdivisions
La province est divisée en trois cantons très contrastés quant à leur superficie, la canton de Santa Elena étant le plus étendu et le plus peuplé :

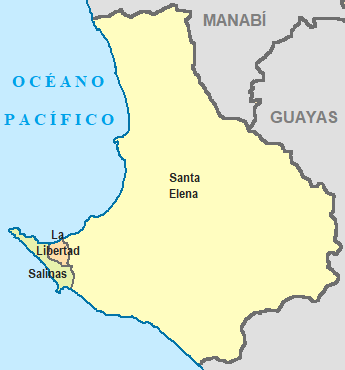
Les cantons de la province de Santa Elena.

| Canton      | Superficie (km2) | Population (2010) | Densité (hab./km2) | Chef-lieu   |
| ----------- | ---------------- | ----------------- | ------------------ | ----------- |
| La Libertad | 26               | 95 942            | 3 690,1            | La Libertad |
| Salinas     | 97               | 68 675            | 708                | Salinas     |
| Santa Elena | 3 880            | 144 076           | 37,1               | Santa Elena |